# ان‌جی‌سی ۷۰۲۵
ان‌جی‌سی ۷۰۲۵ (انگلیسی: NGC 7025) یک کهکشان مارپیچی است که در فاصله ۲۱۰ میلیون سال نوری از زمین در صورت فلکی دلفین جای دارد.. قطر تخمینی این کهکشان ۱۶۱۸۳۰ سال نوری است. این کهکشان در ۱۷ سپتامبر ۱۸۶۳ توسط ستاره شناس آلبرت مارت کشف شد.